# زيكونوتيد
زيكونوتيد Ziconotide (SNX-111، Prialt) هو مسكن ألم غير أفيوني وليس من مضادات الالتهاب اللاستيروئيدية، يستعمل لتخفيف الألم الحاد أو المزمن. يشتق من سم الحلزون المخروطي (Conus magus، Cone Snail)، يصنع من ببتيد أوميغا-كونوتوكسين ω-conotoxin.
تمت المصادقة عليه في كانون الأول 2004 من قبل إدارة الطعام والغذاء FDA عندما تم تحضيره كتسريب للسائل الدماغي الشوكي باستخدام جهاز ضخ intrathecal.

## الزمرة الدوائية
مسكنات غير نموذجية.

## الصيغة الكيميائية
C102H172N36O32S7

## الوزن الجزيئي
2639 دالتون

## الاكتشاف
كان العلماء مأسورين بتأثيرات الآلاف من سموم الحلزون المخروطي إلى أن بدأ التحري في عام 1960 عن طريق Baldomero Olivera، وهو الآن أستاذ بيولوجي في جامعة Utah، ألهمته حسابات التأثيرات المميتة لهذه السموم منذ الطفولة في الفيليبين.
اكتُشف زيكونوتيد في أوائل 1980م من قبل الباحث العلمي Michael McIntosh في جامعة Utah، الذي تخرج بجهد من الثانوية ثم عمل مع Baldomero Olivera.
تم تطوير المركب بتصنيع دوائي غير طبيعي عن طريق Elan Corporation، وتمت المصادقة عليه للبيع تحت اسم Prialt من الـFDA في 28 كانون الأول 2004 ومن الـEuropean Commission في 22 شباط 2005.

## آلية التأثير
هو جزيء محب للماء، ينحل بحرية في الماء وغير منحل جزئياً في ميثيل ت-بوتيل إيثر.
وهو حاجب انتقائي لقنوات الكالسيوم من نمط N، voltage-gated. مما يثبط تحرر النواق العصبية الطليعة للألم الشبيهة بالغلوتامين، وببتيد الكالسيتونين المرتبط بالجين (CGRP)، والمادة p في الدماغ والحبل الشوكي، مما يؤدي إلى إيقاف الألم.

## الاستعمال العلاجي
بسبب الآثار الجانبية أو ضعف التأثير، عندما يحضّر المركب لاستخدامه في الطرق الشائعة (فموياً، حقن وريدي)، وجب تحضير المركب بطريق الـintrathecally (مباشر في السائل الشوكي) وهي الطريقة الأكثر غلاء واجتياح بين طرق إعطاء الدواء وتتضمن مخاطر إضافية.
يعتبر هذا المحضر مناسب علاجياً للألم الحاد والزمن عند المرضى المبرر استخدام الطريق الشوكي عندهم، وعند الذين لا يستجيبون لعلاج بالطرق الأخرى مثل المسكنات الجهازية، والعلاجات المساعدة المورفينية عبر السائل الشوكي.
عملياً، فإن فعالية المحضرً تشمل تسكين الألم العصبي.
دل زيكونوتيد على خطأ عند المرضى الذي لديهم مرض نفسي سابق (اضطراب عقلي) بسبب الآثار الجانبية له.

## الآثار الجانبية
لم بالرأس.
- غيره: ضعف، ضعف عضلي hypertonia، ترنح،abnormal vision ، قهم، وسن، تداع القدمين، دوار، احتباس البول، التهاب حكاكي pruritis، زيادة التعرق، إسهال، غثيان، إقياء، وهن، حمى، تيبس الأعضاء، تشنج عضلي، ألم عضلي، insomnia، قلق، فقدان الذاكرة، تذبذب المقلتين، اختلاج، اضطراب الذاكرة واضطراب نفسي.
- الأقل شيوعاً: هلوسة سمعية وبصرية، التفكير بالانتحار، فشل كلوي حاد، رجفان أذيني، إصابة قلبية وعائية، تعفن الدم، تأزم نفسي، جنون العظمة، تشوش، التهاب السحايا، نوبات.
- تقترح الحوادث الأخيرة وجود رابط بين العلاج بالمحضر عبر السائل الشوكي وبين ارتفاع خطر الانتحار مما أدى إلى الحاجة إلى الصرامة والتقدم في المراقبة النفسية للمرضى لمنع حدوث الانتحار في الأفراد الغير محصنين.

ليس هناك ترياق معروف، والمرضى الذي عولجوا بهذا المحضر وعانوا من فرط الآثار الجانبية مازالت معاناتهم مستمرة بعد سنوات من التوقف عن العلاج بالدواء على شكل flash-backs، وخسارة الوزن والخلايا الشحمية التالية يبدو أنها تستهدف trigger الـflash-backs.

## مضادات الاستطباب
المرضى الذين لديهم تاريخ إصابة باضطراب نفسي، أو فصام، أو اكتئاب سريري، أو اضطراب الازدواجية.

## تتالي الحموض الأمينية
H-Cys-Lys-Gly-Lys-Gly-Ala-Lys-Cys-Ser-Arg-Leu-Met-Tyr-Asp-Cys-Cys-Thr-Gly-Ser-Cys-Arg-Ser-Gly-Lys-Cys-NH2

## براءة الاختراع
Neurex Corp., a U.S. company purchased in 1998 by Élan Corporation, plc of Ireland. U.S. patents assigned to Elan include 5,859,186, 5,795,864, 5,770,690, 5,587,454, and 5,559,095.